# Ampliatus
Ampliatus (auch: Amplias) wird in der orthodoxen Kirche als einer der siebzig Jünger verehrt. Der Überlieferung zufolge war Ampliatus ein Mitarbeiter des Apostels Andreas, der ihn in Diospolis in Palästina (dem heutigen Lod) als Bischof eingesetzt habe. Später soll Ampliatus auf der Balkanhalbinsel gemeinsam mit Urbanus und Narcissus den Märtyrertod gestorben sein. Ampliatus wird auch in der katholischen Kirche als Heiliger verehrt; sein Gedenktag ist der 31. Oktober.
Es ist nicht erwiesen, dass er identisch ist mit dem stadtrömischen Christen Ampliatos, dem Paulus Röm 16,8  Grüße zukommen lässt.